# Йон Караника (терорист)
Вижте пояснителната страница за други личности с името Йон Караника.
Йон или Янко Караника (на румънски: Ion Caranica; на арумънски: Iancu Caranica) е арумънски активист, деец и терорист на Желязната гвардия (Легиона на Архангел Михаил).

## Биография
Йон Караника е роден в 1903 година в арумънско (влашко) семейство в македонския град Бер, тогава в Османската империя, днес в Гърция. Учи в Румънския лицей в Солун и в Търговската академия в Букурещ.
Секретар е на Асоциацията на македонорумънските студенти, чийто вицепрезидент е Константин Папаначе.

### Присъединяване към Легиона
На 1 април 1914 г. румънското правителство приема „Закона за организиране на Нова Добруджа (Кадрилатер)“. На 22 април 1924 година са направени промени в този закон, като основната е, че лице с мирийски имот (мера) може да се превърне в абсолютен собственик само, ако даде една трета на държавата и запази като абсолютна собственост останалите две трети или чрез заплащане на една трета от максималната стойност на земята на румънската държава. Така Румъния се сдобива със земя за колонизация от арумъни.
На 30 юни 1930 година румънският парламент, вече под контрола на Националната селска партия (НСП), която се стреми да спечели подкрепата на българите в Добруджа, гласува отново да промени закона, които позволяват на българите да си върнат третината земя, предадена на държавата в резултат на предишния закон.
Тази промяна се възприема на нож от арумънските активисти и основна тяхна мишена става Константин Ангелеску, дееца на НСП предложил промяната, депутат от окръг Калиакра и държавен секретар в Министерството на вътрешните работи.
На 21 юли 1930 арумънинът Георге Беза прави неуспешен опит за покушение срещу Ангелеску. В резултат е арестуван лидерът на Легиона Корнелиу Кодряну. Йон Караника заедно с Константин Папаначе, Григоре Пиху, Стерие Чюмети, Георге Гичя, Стере Фикъта и Мамали подписват брошура, в която твърдят, че покушението е оправдано. Те също са арестувани и на 24 юли 1930 година на път към затвора Въкърещи се срещат с Кодряну и прекарват 40 дни в затвора с него. Всички се присъединяват към Желязната гвардия. Според Папаначе, Кодряну е впечатлен от поведението на седмината арумъни в затвора и казва:
| „ | Вашето нравствено здраве е от източника. В планините вие съхранявате всички съкровища на расата си. Някога и моят народ беше като вас. Днес той е изкривен в голяма степен. Бих искал да излекувам своя народ, да имам легионери като вас. | “ |

През 1932 г. Караника създава заедно с Константин Папаначе вестник „Арматолии“ като трибуна за защита на правата на арумънските колонисти в Добруджа, преследвани от режима в Букурещ.

### Убийство на Йон Дука
През пролетта на 1927 г. 100 арумънски семейства емигранти от Гърция са задържани повече от два месеца в пристанище Солун и пристигат в Кюстенджа чак след като подписват документ, че идват като обикновени граждани, а не като колонисти, което означава, че те няма да получат земя или каквато и да е държавна помощ. Караника и Папаначе искат аудиенция с вътрешния министър Йон Георге Дука, който обаче ги отпраща към подчинените си. Според Папаначе събитията в Солун през 1927 г. и опозицията на Дука на арумънската колонизация в 1925 година играят важна роля в решението за убийството му през декември 1933 г.
Караника заедно с Николае Константинеску и Дору Белимаче образува терористичната група, станала известна по-късно като Никадори (по инициалите на тримата: Николае, Караника, Дору). На 30 декември 1933 година Никадорите убиват Йон Дука, вече министър-председател, на гарата в Синая, заради арестите на хиляди и убийството на 18 членове на Легиона по време на предизборната кампания в 1933 г., забраната на Желязната гвардия от 10 декември и разрешаването на увеличаване на еврейската имиграция и блокирането на тази на арумъните в Добруджа. Тримата са арестувани веднага и през април 1934 година са осъдени на доживотен затвор.
В затвора Караника пише книга, посветена на арумънските въпроси.
Никадорите заедно с Кодреану и друга легионерска терористична група – Децемвирите, са удушени на 30 ноември докато са премествани към затвора Жилава край село Тънкабещи край Букурещ.